# Gottschea isotachyphylla
Gottschea isotachyphylla là một loài rêu trong họ Schistochilaceae. Loài này được (J.J. Engel & R.M. Schust.) J.J. Engel mô tả khoa học đầu tiên năm 2011.